# Ловчанска епархия
Ловчанска епархия е епархия в България, със седалище в град Ловеч и архиерейски наместничества в Пирдоп, Ботевград, Тетевен и Троян.

## История

### Средновековие
Знае се със сигурност, че през Второто българско царство (1187-1393) Ловеч е бил епископски център. В Синодика на цар Борил (началото на 13 в.) Ловчанските митрополити Лонгин, Мелетий, Киприян, Симеон I и Симеон II са изброени на трето място след тези на Преслав и Червен (Русе).
След като през 1235 г., по времето на цар Иван Асен II (1228 - 1241), Българската църква получава статут на православна патриаршия, на новия български патриарх освен Търновския и Охридски диоцези са подчинении 14 епархии, 10 от които се възглавяват от митрополити, между които е Ловчанският. По времето на Иван Александър (1331 - 1371) се споменават двама митрополити – Симеон II, а също и Партений, който присъствал на свикания от Иван Александър Втори събор в Търново (против евреите, в 1360 г.). Ловчанският митрополит заемал тогава четвърто място по старшинство.

### Османски период
До около 1416 г., когато Търновската патриаршия е подчинена на Цариградската патриаршия, начело на Ловчанската епархия (митрополия) стои митрополит. Ловчанската епархия е понижена в ранг епископия, подведомствена на Търновската митрополия. Предполага се, че това става през първата половина на 15 в., макар че Ловеч е превзет от османците много късно - около 1474 г. От средновековния и османски периоди, до създаването на Българската екзархия през 1871 г. са запазени малко имена и кратки сведения – за общо 24 епископи, българи и гърци, завеждали Ловчанската духовна катедра.
През 1835 г. в Ловеч е имало 7 православни храма. От тях е запазена църквата „Света Богородица“ в квартал Вароша, която тогава се е наричала и „Света Кириакия“ (1834). Днес съществува още и катедралният храм „Света Неделя“ със стенописи от 1873 г. Подновен е по времето на епископ Иларион Ловчански.
В организираното през 1598 година Първо търновско въстание взема участие митрополит Дионисий Търновски и други епископи, измежду които Теофан Ловчански. От 1845 до 1850 година ловчански епископ е Мелетий I. Той въвежда клепалата (тока̀та) за свикване вярващите на молитва. 32-гогишният Мелетий е замесен в любовна връзка с женената за българин гъркиня Мариола. По този повод е написана от Теодоси Икономов първата оригинална българска комедия „Ловчанският Владика или бела на ловчанскийт сахатчия Николча“ (Болград, 1863). По настояване на гражданите и след много перипети Мелетий I е заменен. Против желанието на българите владиката пак е грък Мелетий II. Той скоро напуска Ловеч, оставяйки добри спомени като се възпротивява на потурчването на една българка. Молбата на ловчанци за владика българин е чута и търновският митрополит Неофит, под ведомството на когото се намирала и Ловчанската епископия, изпраща за епископ българина Иларион. Иларион Ловчански е владика в Ловеч от 1852 до 1872 г., но не се чувства добре в града. През 1859 г. пише на учителя Златарски във Търново: „Епископията се намира на таквози идно разпростряно място между две канари, като си подигна главата към небето, пада ми килимявката, и разговор с кого!! ала оурисията така е оурисала, но нека бъдем здрави!“ Поп Кръстю Никифоров, един от най-видните граждани на Ловеч — духовник, просветител, общественник и съратник на Левски, от амвона на храма „Света Богородица“ в присъствието на владиката Иларион през 1869 г. държи пламенна реч против него и гръцките владици. В Ловеч Иларион не е бил почитан, дори е бил мразен като сребролюбец, горделивец, нерешителна личност и фанариот. Ловчанските първенци изразяват недоволството си от него в писмо до Иларион Макариополски в Цариград през 1860 г. като поддържат неговата борба срещу цариградския патриарх. След султанския ферман за учредяване на Българската екзархия от 28 февруари 1870 г., като най-възрастен духовник той става председател на първия църковно-народен събор (1871).
През януари 1872 г. Цариградският патриарх, който не признава Българската църква, лишава от техния сан и настоява пред Портата да се отстранят от Цариград тримата български владици — Панарет Пловдивски, Иларион Ловчански и Иларион Макариополски. На 21 януари 1872 г. те са заточени в Измир (Мала Азия) но още на 30 януари са освободени под напора на демонстрацията на 3000 цариградски българи, водени от Петко Р. Славейков. На 12 февруари 1872 г. Синодът на Българската екзархия избира първия български екзарх - Иларион Ловчански. След четири дни по внушение на правителството и молба за оставка от Иларион Ловчански като стар и недочуващ, на извънредно заседание на 16 февруари 1872 г. Синодът избира за екзарх Видинския митрополит Антим I. Първите български владици, признати от султана, са Иларион Макариополски, Натанаил Охридски, Антим Видински и Иларион Ловчански.
През 1873 г. екзарх Антим I привиква пред Св. Синод избрания за нов Ловчански митрополит Дионисий, за да му съобщи избора и го напътства: „Надевам ся, че ще бъдете верни на православието, на царството и на Църквата ни в борбата с гръцката Патриархия, която не ся знае какъвъ край ще вземе.“ (93 заседание на Св. Синод, 6 юли 1873 г. стр. 210) /. Във вестник „Знаме“ Христо Ботев споменава Дионисий Ловчански „в числото на нашите мъченически жертви, на които имената ще да се осветят в деня на отмъщението! Амин!“ Според Ботев младият епископ бил отровен през 1875 г., защото изобличил злоупотреби на софийския управител Мазхар паша („българоубиецът..., джелатинът на Васил Левски“) и на ловчанския каймакамин: „...изверг в пълния смисъл на думата“. Според други източници Дионисий е умрял от туберкулоза.
През 1876 г. за епископ и Ловчански митрополит е ръкоположен Йосиф. На 24 април 1877 г. импровизиран „Избирателен събор в Екзархийския дом“ в Ортакьой го избира и провъзгласява за трети български екзарх.

### След Освобождението
Ловчански митрополити са известни дейци на Българската православна църква. Натанаил Охридски известен обществен деец, който през 1872 г. е избран за пръв митрополит на Българската екзархия в Охрид. Ловчански митрополит (1879-1891). През 1930 г. Ловчанската епархия управлява Бранитският епископ Максим. На 26 септември 1937 г. встъпва в длъжност епископ Антим. От 1939 г. епископ и Ловчански митрополит става бившият протосингел на Софийската митрополия архимандрит Филарет. През 1941 г., по време на българската администрация във Вардарска Македония, Филарет Ловчански управлява и Охридско-Битолската епархия.
На 30 октомври 1960 година е избран, а на 20 ноември същата година канонически утвърден за Ловчански митрополит Максим. На 4 юли 1971 г. в София е свикан патриаршески избирателен събор с участието на 101 избиратели. За Български патриарх е избран Ловчанският митрополит Максим с мнозинство от 98 гласа. След смъртта на 94-годишния Ловчански митрополит Григорий на 8 февруари 2001 г. за Ловчански митрополит е избран от Светия синод Макариополският епископ Гавраил, викарий на Софийския митрополит. От 13 члена на Светия синод само Врачанският митрополит Калиник не подкрепя кандидатурата му. В избора участват и по трима свещеници и трима миряни от петте духовни околии на ловчанската епархия – Ловчанска, Троянска, Тетевенска, Ботевградска и тази на Пирдоп – Златица. Патриарх Максим лично провъзгласява Гавраил за Ловчански митрополит.
На 11 май 2005 година, в деня на св. Кирил и Методий, премиерът Симеон Сакскобургготски прави първата копка на нов катедрален храм, посветен на Кирил и Методий. Тържествен водосвет по случая е отслужен от митрополит Гавраил Ловчански.

## Ловчански епископи
- Лонгин (митрополит, 12 в.; споменат в Бориловия синодик)
- Мелетий (митрополит, 12 в., споменат в Бориловия синодик)
- Киприян (митрополит, 12 в., споменат в Бориловия синодик)
- Симеон I (митрополит, 12 в., споменат в Бориловия синодик)
- Симеон II. (митрополит, преди 1360)
- Партений (споменат в 1360 г.)[3]
- Еремия (споменава се в 1558 г.)[4]
- Теофан (споменава се в 1590 [5] и 1598 г.)
- Лаврентий (споменава се в 1618[6], 1619[7], 1620 [8], 1622 [9] и 1635 г.)
- Натанаил (споменава се в 1635 г.)[10]
- Симеон (споменава се в 1639 и 1640 г.)[11]
- Кирил (споменава се в 1643-1644 г.[12], епископ до 1651 г.[13])
- Езекил (избран през декември 1651 г., епископ до 16.08.1673 г.)[14] Впоследствие търновски митрополит.
- Йоаникий (споменава се в 1686 г.)[15]
- Йоаким (споменат 1698)
- Генадий (убит в 1730 г.)[16]
- Партений (избран през април 1730 г.)[17]
- Паисий I (споменава се на 25.02.1749 г., починал през 1757 г.)[18]
- Антим I (избран през април 1757[19], споменат в 1785 г.,[20] отстранен през юли 1813 г. поради напреднала възраст и факта, че се установява в Букурещ и управлява епархията отдалеч)
- Антим II (1813-1827)[21]
- Дионисий (избран през юли 1827 г., починал в 1845 г.),[22]
- Мелетий I (избран през септември 1845 г., отстранен в 1848 г.)[23]
- Мелетий II (избран на 16.07.1848 г., епископ до 02.02.1852 г.)[24]

## Ловчански митрополити
- Иларион (Иванов) (1852 – 3 юли 1872)
- Дионисий (Помаков) (1873 – 29 май 1875)
- Йосиф (Йовчев) (18 януари 1876 – 20 юни 1915)

След избора на митрополит Йосиф за български екзарх, той запазва ловчанската катедрата и епархията има само управляващи до 1937 г.
- - митрополит Натанаил бивш Охридски (1880 – 24 март 1891)
  - епископ Партений Велички (24 март 1891 – 26 януари 1892)
  - епископ Антим Брегалнишки (15 август 1893 – 6 февруари 1897)
  - митрополит Максим бивш Скопски (6 февруари 1897 – 1906)
  - епископ Климент Браницки (8 март 1909 – 19 януари 1914)
  - епископ Максим Браницки (май 1924 – 1934)
- Антим (Шивачев) (14 ноември 1937 – 4 март 1939)
- Филарет (Панайотов) (21 май 1939 – 28 юни 1960)
- Максим (Минков) (1960 – 4 юли 1971)
- Григорий (Узунов) (30 януари 1972 - 7 декември 2000)
  - епископ Нестор (Кръстев) (2000-2001)
- Гавриил (Динев) (8 февруари 2001)

## Манастири
- Гложенски манастир „Св. Георги Победоносец“, основан XVI век, действащ, мъжки, храмов празник 5 май, Тетевенска духовна околия.[25]
- Ботевградски манастир „Рождество Богородично“, Ботевградска духовна околия, 19 век, действащ, мъжки, храмов празник 8 септември.
- Врачешки манастир „Св. 40 мъченици“, 13 век, обновен 19 век, действащ, девически, храмов празник 9 март, Ботевградска духовна околия.
- Етрополски манастир „Св. Троица“, 12 век, действащ, мъжки храмов празник на Петдесетница (подвижен), Ботевградска духовна околия.
- Правешки манастир „Св. Теодор Тирон“, 19 век, действащ, мъжки храмов празник 17 февруари, Ботевградска духовна околия.
- Чекотински манастир „Св. Архангел Михаил“, 14 век, обновен 19 век, действащ, мъжки, храмов празник 8 ноември, Ботевградска духовна околия.[26]
- Сливешки манастир „Рождество Богородично“(манастир „Ястреб“), 12 в., разрушен след падането на Ловеч под османска власт, XII век, недействащ, храмов празник 8 септември, Ловчанска духовна околия.
- Новоселски манастир „Св. Троица“, квартал „Ново село“ на гр. Априлци, 18 век, недействащ, девически, храмов празник на Петдесетница, Троянска духовна околия.
- Тетевенски манастир „Св. Пророк Илия“, XI век, недействащ, храмов празник 20 юли, Тетевенска духовна околия.
- Златишки манастир „Св. Възнесение Господне“, 19 век, недействащ, храмов празник на 40-ия ден от Възкресение Христово. Пирдопска духовна околия.
- Скравенски манастир „Св. Николай“, 19 век, недействащ, храмов празник 6 декември, Ботевградска духовна околия.
- Скравенски манастир „Свето Преображение“, 19 век, недействащ, храмов празник 6 август, Ботевградска духовна околия.

## Храмове

### Катедрален храм
- „Св. св. Кирил и Методий“, Ловеч Освещават нов храм в Ловеч. 4 май, 2008 Архив на оригинала от 2012-02-02 в Wayback Machine.
- „Св. Троица“, Ловеч

### Храмове по духовни околии
- Ловчанска духовна околия
- Пирдопска духовна околия
- Ботевградска духовна околия
- Тетевенска духовна околия
- Троянска духовна околия

- - „Успение Богородично“ – гр. Ловеч[27]
  - „Св. Неделя“ – гр. Ловеч Архив на оригинала от 2017-05-02 в Wayback Machine.
  - „Св. Атанасий“ – гр. Правец
  - „Св. Георги Победоносец“ - гр. Етрополе
  - „Св. Архангел Михаил“ – гр. Етрополе
  - „Св. Троица“ – гр. Ябланица
  - „Всех Светих“ – гр. Тетевен
  - „Възнесение Христово“ – гр. Ботевград
  - „Възнесение Господне“ – с. Шипково[неработеща препратка]
  - „Св. Архангел Михаил“ – с. Дълбок дол,
  - „Св. Архангел Михаил“ – с. Голец
  - „Всех святих“ – с. Микре
  - „Св. Вмч. Димитър“ – с. Абланица

## Църковни хорове
- Смесен църковен хор „Евстати Павлов“ (Ловеч), www.pavlovchoir.comyr.com Архив на оригинала от 2012-01-27 в Wayback Machine.
- Детско-юношески църковен хор „Архангелски глас“ (Ловеч)
- Детски църковен хор при храм „Света Параскева“ (Троян)